# Stuart Schulberg
Stuart Schulberg (* 17. November 1922 in Los Angeles; † 28. Juni 1979 in New York City) war ein US-amerikanischer Drehbuchautor und Filmproduzent.

## Leben
Stuart Schulberg war Sohn des Filmproduzenten B. P. Schulberg und jüngerer Bruder des Drehbuchautors Budd Schulberg. Seine Tochter ist die Filmemacherin Sandra Schulberg. Schulberg besuchte vor dem Kriegsausbruch ein Internat in Genf. Nach einem Studium in Chicago schrieb er das Drehbuch für den Dokumentarfilm Nürnberg und seine Lehre und führte dort auch Regie. Die Schulberg-Brüder waren im Zusammenhang mit dem Nürnberger Prozess gegen die Hauptkriegsverbrecher Mitglieder einer Filmeinheit des Office of Strategic Services unter John Ford und suchten im Vorfeld nach Beweisen für die Verbrechen der Nationalsozialisten. Der Film über den Prozess wurde allerdings aufgrund des beginnenden Ost-West-Konfliktes in den USA nicht gezeigt und hatte auch in Deutschland nur wenige Aufführungen. Erst seine Tochter Sandra machte den Film nach jahrelangen Restaurations- und Recherchearbeiten im Jahr 2009 der Öffentlichkeit zugänglich. Nach dem Abschluss der Arbeiten an Nürnberg und seine Lehre war Stuart Schulberg Produzent der Marshallplan-Filme für Deutschland und weiterer drei Spielfilme. 
Mit seinem Bruder Budd gründete er 1956 die Schulberg Productions, Inc. Ab 1961 war er als Produzent für die NBC tätig (u. a. „The Today Show“).

## Filmografie (Auswahl)
- 1945: Der Nazi-Plan – Der amerikanische Originalfilm von 1945 (The Nazi Plan)
- 1947: Nürnberg und seine Lehre – auch Regie
- 1953: Weg ohne Umkehr
- 1954: Das zweite Leben (Double destin)
- 1955: Vom Himmel gefallen (Special Delivery)
- 1958: Sumpf unter den Füßen (Wind across the Everglades)